# Apostolisches Vikariat King George Sounde - The Sound
Das in Australien gelegene ehemalige Apostolische Vikariat King George Sounde - The Sound wurde 1845 aus Gebieten der Erzbistümer Adelaide und Sydney zusammengestellt, jedoch bereits 1847 wieder aufgehoben. Seine Gebiete wurden dann zwischen den Bistümern Adelaide und Perth aufgeteilt. 
Benannt war das Vikariat nach dem King George Sound, einer Bucht an der Südwestküste Australiens.

## Weblink
- Eintrag zu Apostolisches Vikariat King George Sounde - The Sound auf catholic-hierarchy.org